# Marlon Byrd
Marlon Jerrard Byrd (Boynton Beach, 30 agosto 1977) è un ex giocatore di baseball statunitense, esterno nei Cleveland Indians della Major League Baseball.

## Minor League
Byrd venne selezionato al 10º giro del draft amatoriale del 1999 come 306a scelta dai Philadelphia Phillies. Nello stesso anno iniziò con i Batavia Muckdogs A- finendo con .296 di media battuta, .376 in base, 13 fuoricampo, 50 punti battuti a casa (RBI), 40 punti "run" e 8 basi rubate in 65 partite. Nel 2000 con i Piedmont Phillies A finì con .309 di media battuta, .379 in base, 17 fuoricampo, 93 RBI, 104 punti e 41 basi rubate in 133 partite.
Nel 2001 con i Reading Fightin Phils AA chiuse con .316 di media battuta, .386 in base, 28 fuoricampo, 89 RBI, 108 punti e 32 basi rubate in 137 partite. Nel 2002 con i Scranton/Wilkes-Barre RailRiders AAA, finì con .297 di media battuta, .362 in base, 15 fuoricampo, 63 RBI, 103 punti e 15 basi rubate in 136 partite.
Nel 2003 giocò con due squadre terminando con .400 alla battuta, .400 in base, un fuoricampo, 3 RBI, 4 punti, nessuna base rubata in 4 partite. Nel 2004 con i Scranton/Wilkes-Barre RailRidersfinì finì con .263 di media battuta, .323 in base, 2 fuoricampo, 17 RBI, 13 punti e 2 basi rubate in 37 partite.
Nel 2005 giocò con due squadre terminando con .400 alla battuta, .459 in base, 8 fuoricampo, 16 RBI, 23 punti e 4 basi rubate in 26 partite. Nel 2006 con i New Orleans Zephyrs AAA finì con .271 alla battuta, .363 in base, 7 fuoricampo 29 RBI, 20 punti e 3 basi rubate in 46 partite.
Nel 2007 con gli Oklahoma City RedHawks AAA finì con .358 di media battuta, .415 in base, 6 fuoricampo, 32 RBI, 29 punti e 3 basi rubate in 44 partite. Nel 2008 giocò 4 partite con i RedHawks finendo con .313 di media battuta, .389 in base, nessun fuoricampo, 3 RBI, 3 punti e nessuna base rubata.
Nel 2011 con gli Iowa Cubs AAA finendo con .267 di media battuta, .421 in base, un fuoricampo, 2 RBI, 4 punti e una base rubata in 4 partite.

## Major League

### Philadelphia Phillies (2002-2005)
Debuttò nella MLB l'8 settembre 2002 contro i New York Mets. Chiuse la stagione con .229 alla battuta, .250 in base, un fuoricampo, un RBI, 2 punti, nessuna base rubata, 17 eliminazioni in 10 partite di cui 8 da titolare. Nel 2003 chiuse con .303 alla battuta, .366 in base, 7 fuoricampo, 45 RBI, 86 punti, 11 basi rubate, 295 eliminazioni di cui una doppia, 5 assist e 5 errori da esterno centrale in 135 partite di cui 124 da titolare.
Nel 2004 finì con .228 alla battuta, .287 in base, 5 fuoricampo, 33 RBI, 48 punti, 2 basi rubate, 195 eliminazioni di cui una doppia, 4 assist e 2 errori da esterno centrale in 106 partite di cui 86 da titolare. Nel 2005 chiuse con .308 alla battuta, .400 in base, nessun fuoricampo, nessuna base rubata e 6 eliminazioni in 5 partite di cui 4 da titolare.

### Washington Nationals (2005-2006)
Poi passò con i Nationals finendo con .264 alla battuta, .318 in base, 2 fuoricampo, 26 RBI, 20 punti, 5 basi rubate, 124 eliminazioni di cui 2 doppie, 5 assist e 2 errori da esterno sinistro in 74 partite di cui 50 da titolare. Nel 2006 finì con .223 alla battuta, .317 in base, 5 fuoricampo, 18 RBI, 28 punti, 3 basi rubate, 150 eliminazioni, un assist, un errore da esterno centrale e uno da esterno destro in 78 partite di cui 51 da titolare.

### Texas Rangers (2007-2009)
Nel 2007 passò ai Rangers, chiuse con .307 alla battuta, .355 in base, 10 fuoricampo, 70 RBI, 60 punti, 8 triple (6º nella American League), 5 basi rubate, 223 eliminazioni di cui 5 doppie, 9 assist, 2 errori da esterno centrale e uno da esterno destro in 109 partite di cui 103 da titolare. Nel 2008 finì con .298 alla battuta, .380 in base, 10 fuoricampo, 53 RBI, 70 punti, 7 basi rubate, 281 eliminazioni, 7 assist, 3 errori da esterno centrale e 3 errori da esterno destro in 122 partite di cui 109 da titolare.
Nel 2009 chiuse con .283 alla battuta, .329 in base, 20 fuoricampo, 89 RBI, 66 punti, 43 doppie (8º nella AL), 8 basi rubate, 332 eliminazioni di cui 4 doppie, 6 assist e 3 errori da esterno centrale in 146 partite di cui 141 da titolare.

### Chicago Cubs (2010-2012)
Il 1º gennaio 2010 firmò un contratto di 3 anni per un totale di 15 milioni di dollari con i Chicago Cubs. Chiuse con .293 alla battuta, .346 in base, 12 fuoricampo, 66 RBI, 81 punti, 39 doppie (8º nella National League), 5 basi rubate, 371 eliminazioni di cui 2 doppie, 6 assist e 3 errori da esterno centrale in 152 partite di cui 144 da titolare, ottenendo la prima convocazione all'All-Star Game. Nel 2011 chiuse con .276 alla battuta, .324 in base, 9 fuoricampo, 35 RBI, 51 punti, 3 basi rubate, 273 eliminazioni di cui 3 doppie, 8 assist e 3 errori da esterno centrale in 119 partite di cui 115 da titolare.
Nel 2012 chiuse con .070 alla battuta, .149 in base, nessun fuoricampo 2 RBI, un punto, nessuna base rubata, 35 eliminazioni e un errore da esterno centrale in 13 partite tutte da titolare.

### Boston Red Sox (2012)
Il 22 aprile 2012 venne preso dai Boston Red Sox in cambio di Michael Bowden e un altro giocatore. Chiuse la stagione con .270 alla battuta, .286 in base, un fuoricampo, 7 RBI, 9 punti, nessuna base rubata, 70 eliminazioni, un assist, un errore da esterno centrale e un errore da esterno destro in 34 partite di cui 27 da titolare.

### New York Mets (2013)
Il 1º febbraio 2013 firmò come free agent un anno per 700.000$ con i Mets. Il 7 aprile nella partita contro i Miami Marlins nel 9º inning con la sua valida, i Mets riuscirono a fare due punti rimontando e vincendo l'incontro per 4 a 3. Con i Mets chiuse con .285 alla battuta, .330 in base, 21 fuoricampo, 71 RBI, 61 punti, 2 basi rubate, 201 eliminazioni di cui 2 doppie, 7 assist e 3 errori da esterno destro in 117 partite di cui 105 da titolare.

### Pittsburgh Pirates (2013)
Il 27 agosto venne acquistato insieme al ricevitore John Buck più soldi per l'interno Dilson Herrera e il lanciatore di rilievo Vic Black, chiuse con .318 alla battuta, .357 in base, 3 fuoricampo, 17 RBI, 14 punti, 39 eliminazioni di cui una doppia, 3 assist e 2 errori da esterno destro in 30 partite di cui 28 da titolare, per un totale di 88 RBI (10ºnella NL), .511 nello slugger (5º nella NL) e nessuna base rubata.

### Philadelphia Phillies (2014)
Il 12 novembre firmò un contratto di due anni per un valore di 16 milioni di dollari con l'opzione per i Phillies di rifirmarlo per il 2016 a 8 milioni di dollari.

## Premi
- All-Star con i Chicago Cubs (2010)
- Giocatore della settimana della American League con i Texas Rangers (28/09/2009)
- Futures Game Selection con i Scranton/Wilkes-Barre RailRiders (2002)
- Post-Season All-Star della International League con i Scranton/Wilkes-Barre RailRiders (2002)
- Post-Season All-Star della Eastern League con i Reading Fightin Phils (2001)
- MVP della Eastern League con i Phils (2001)
- Rookie dell'anno della Eastern League con i Phils (2001)
- Rangers Harold McKinney Good Guy Award con i Texas Rangers (2007).

## Numeri di maglia indossati
- n° 29 con i Philadelphia Phillies (2002-2005)
- n° 29 con i Washington Nationals (2006)
- n° 22 con i Texas Rangers (2007-2009)
- n° 24 con i Chicago Cubs (2010-2012)
- n° 23 con i Boston Red Sox (2012)
- n° 6 con i New York Mets (2013)
- n° 2 con i Pittsburgh Pirates (2013)
- n° 3 con i Philadelphia Phillies (2014)
- n° 9 con i Cincinnati Reds (2015)
- n° 6 con i San Francisco Giants (2015-).